# Ilyarachna frami
Ilyarachna frami är en kräftdjursart som beskrevs av Just 1980. Ilyarachna frami ingår i släktet Ilyarachna och familjen Munnopsidae. Inga underarter finns listade i Catalogue of Life.